# Dirka po Italiji 1910
Dirka po Italiji 1910 (italijansko Giro d'Italia 1910) je 2. izvedba dirke po Italiji, tritedenske moške cestne kolesarske etapne dirke. Začela se je 18. maja v Milanu in končala 5. junija v Milanu. Sodeloval je 101 kolesar iz štirih ekip in privatnih kolesarjev. Skupno zmago je prvič osvojil Carlo Galetti, drugo mesto Eberardo Pavesi, tretje pa Luigi Ganna (vsi Atala–Continental).

## Ekipe
- Atala–Continental
- Bianchi
- Legnano
- Otav

## Etape
| Etapa | Datum    | Štart/Cilj       | Razdalja    | Tip         | Tip             | Zmagovalec                     | Vodilni              |
| ----- | -------- | ---------------- | ----------- | ----------- | --------------- | ------------------------------ | -------------------- |
| 1     | 18. maj  | Milano – Videm   | 388 km      |             | ravninska etapa | Ernesto Azzini (ITA)           | Ernesto Azzini (ITA) |
|       | 19. maj  | dan počitka      | dan počitka | dan počitka | dan počitka     | dan počitka                    | dan počitka          |
| 2     | 20. maj  | Videm – Bologna  | 322,4 km    |             | ravninska etapa | Jean-Baptiste Dortignacq (FRA) | Carlo Galetti (ITA)  |
|       | 21. maj  | dan počitka      | dan počitka | dan počitka | dan počitka     | dan počitka                    | dan počitka          |
| 3     | 22. maj  | Bologna – Teramo | 345,2 km    |             | ravninska etapa | Carlo Galetti (ITA)            | Carlo Galetti (ITA)  |
|       | 23. maj  | dan počitka      | dan počitka | dan počitka | dan počitka     | dan počitka                    | dan počitka          |
| 4     | 24. maj  | Teramo – Neapelj | 319,5 km    |             | gorska etapa    | Pierino Albini (ITA)           | Carlo Galetti (ITA)  |
|       | 25. maj  | dan počitka      | dan počitka | dan počitka | dan počitka     | dan počitka                    | dan počitka          |
| 5     | 26. maj  | Neapelj – Rim    | 192,3 km    |             | ravninska etapa | Eberardo Pavesi (ITA)          | Carlo Galetti (ITA)  |
|       | 27. maj  | dan počitka      | dan počitka | dan počitka | dan počitka     | dan počitka                    | dan počitka          |
| 6     | 28. maj  | Rim – Firence    | 327,5 km    |             | gorska etapa    | Luigi Ganna (ITA)              | Carlo Galetti (ITA)  |
|       | 29. maj  | dan počitka      | dan počitka | dan počitka | dan počitka     | dan počitka                    | dan počitka          |
| 7     | 30. maj  | Firence – Genova | 263,5 km    |             | gorska etapa    | Luigi Ganna (ITA)              | Carlo Galetti (ITA)  |
|       | 31. maj  | dan počitka      | dan počitka | dan počitka | dan počitka     | dan počitka                    | dan počitka          |
| 8     | 1. junij | Genova – Mondovì | 218,1 km    |             | gorska etapa    | Carlo Galetti (ITA)            | Carlo Galetti (ITA)  |
| 9     | 2. junij | Mondovì – Torino | 333,4 km    |             | gorska etapa    | Eberardo Pavesi (ITA)          | Carlo Galetti (ITA)  |
|       | 3. junij | dan počitka      | dan počitka | dan počitka | dan počitka     | dan počitka                    | dan počitka          |
|       | 4. junij | dan počitka      | dan počitka | dan počitka | dan počitka     | dan počitka                    | dan počitka          |
| 10    | 5. junij | Torino – Milano  | 277,5 km    |             | gorska etapa    | Luigi Ganna (ITA)              | Carlo Galetti (ITA)  |
|       | Skupaj   | Skupaj           | 2987,4 km   | 2987,4 km   | 2987,4 km       | 2987,4 km                      | 2987,4 km            |

## Končna razvrstitev

### Skupni seštevek
| Poz. | Kolesar                    | Ekipa             | Točke |
| ---- | -------------------------- | ----------------- | ----- |
| 1    | Carlo Galetti (ITA)        | Atala–Continental | 28    |
| 2    | Eberardo Pavesi (ITA)      | Atala–Continental | 46    |
| 3    | Luigi Ganna (ITA)          | Atala–Continental | 51    |
| 4    | Ezio Corlaita (ITA)        | —                 | 71    |
| 5    | Emilio Chironi (ITA)       | Otav-Pirelli      | 77    |
| 6    | Battista Danesi (ITA)      | Atala–Continental | 87    |
| 7    | Clemente Canepari (ITA)    | Otav-Pirelli      | 102   |
| 8    | Giovanni Marchese (ITA)    | Otav-Pirelli      | 114   |
| 9    | Ildebrando Gamberini (ITA) | —                 | 120   |
| 10   | Giuseppe Galbai (ITA)      | —                 | 132   |

| Skupna razvrstitev kolesarjev (11–20) | Skupna razvrstitev kolesarjev (11–20) | Skupna razvrstitev kolesarjev (11–20) | Skupna razvrstitev kolesarjev (11–20) |
| Poz.                                  | Kolesar                               | Ekipa                                 | Točke                                 |
| ------------------------------------- | ------------------------------------- | ------------------------------------- | ------------------------------------- |
| 11                                    | Augusto Rho (ITA)                     | —                                     | 137                                   |
| 12                                    | Antonio Rotondi (ITA)                 | —                                     | 139                                   |
| 13                                    | Giuseppe Perna (ITA)                  | —                                     | 141                                   |
| 14                                    | Cesare Osnaghi (ITA)                  | —                                     | 145                                   |
| 15                                    | Amedeo Dusio (ITA)                    | —                                     | 149                                   |
| 16                                    | Alberto Sonetti (ITA)                 | —                                     | 151                                   |
| 17                                    | Mario Secchi (ITA)                    | —                                     | 156                                   |
| 17                                    | Giovanni Scarpetta (ITA)              | —                                     | 156                                   |
| 17                                    | Luigi Rotta (ITA)                     | —                                     | 156                                   |
| 20                                    | Umberto Turconi (ITA)                 | —                                     | 161                                   |